# Donna Feore

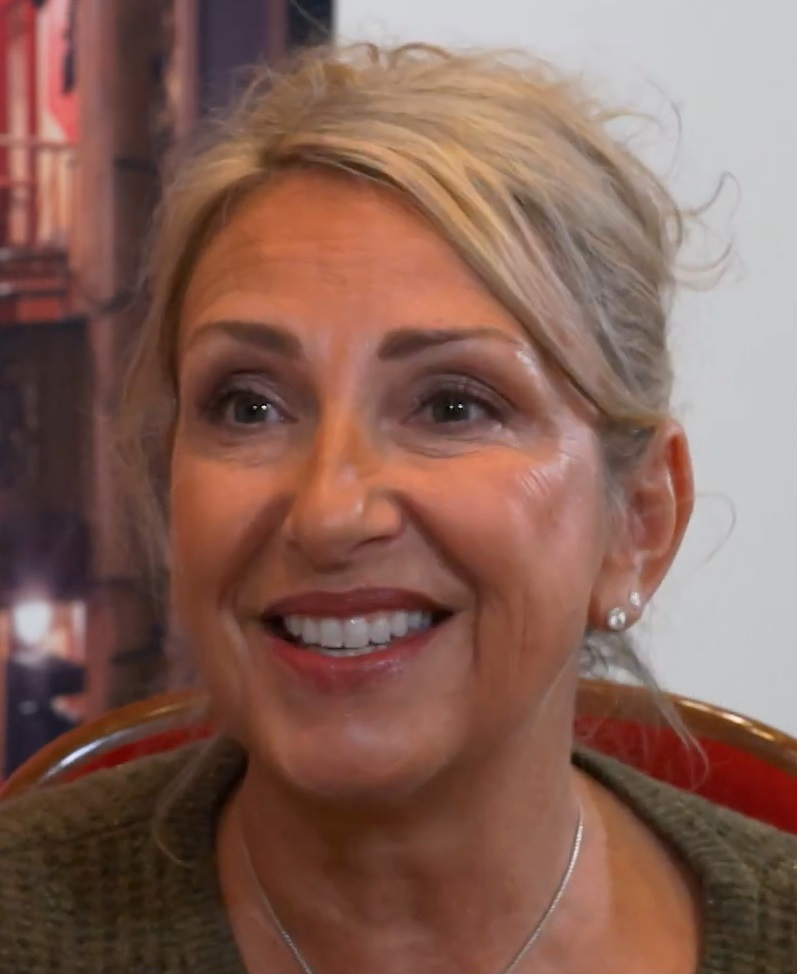
Donna Feore im Jahr 2024

Donna Feore (* 20. Juni 1963 in Dawson Creek, British Columbia) ist eine kanadische Choreografin und Theaterregisseurin.

## Leben
Sie wurde 1963 in Dawson Creek geboren und wuchs in Prince George auf. Ab ihrem 7. Lebensjahr nahm sie Ballettunterricht. Sie absolvierte später ihre Ausbildung am Pacific Ballet Theatre in Vancouver. Mitte der 1980er Jahre gründete sie die Vortex Dance Company und arbeitete in New York City, Los Angeles und Toronto an Fernseh-, Film- und Videoproduktionen. 1990 kam sie nach Stratford, Ontario, wo sie zunächst in einigen Inszenierungen auftrat und ab Ende der 1990er Jahre beim Stratford Festival für zahlreiche Theaterinszenierungen als Choreografin und Regisseurin verantwortlich war.
Feore wirkt auch als Choreografin für Opernaufführungen, zum Beispiel für die Canadian Opera Company. Ihre Arbeit an Oedipus Rex für die Canadian Opera Company wurde 1998 mit dem Dora Mavor Moore Award in der Kategorie Outstanding Choreography in a Play or Musical ausgezeichnet.
Sie ist seit 1994 in zweiter Ehe mit dem Schauspieler Colm Feore verheiratet, den sie 1990 bei einer Theaterproduktion kennengelernt hatte. Aus der Ehe stammen zwei Kinder. Colm Feore brachte einen Sohn aus seiner ersten Ehe mit in die Familie. Sie leben seit 1997 in Stratford.

## Filmografie (Auswahl)
Choreografin
- 2001: Haven (Fernsehfilm)

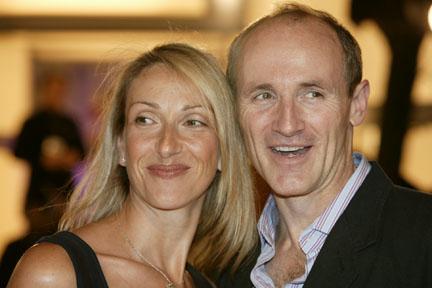
Donna u. Colm Feore beim TIFF 2007

- 2001: The Feast of All Saints (Fernsehfilm)
- 2001–2002: Great Performances (Fernsehserie, 2 Episoden)
- 2002: Martin and Lewis (Fernsehfilm)
- 2003: Beautiful Girl – Schwer in Ordnung (Beautiful Girl, Fernsehfilm)
- 2003: The Wonderful World of Disney (Fernsehserie, 2 Episoden)
- 2004: Girls Club – Vorsicht bissig! (Mean Girls)
- 2004: Elizabeth Rex (Fernsehfilm)
- 2004: Fashion Girl – Der Pate trägt Prada (Crimes of Fashion, Fernsehfilm)
- 2005: Getting Along Famously (Fernsehfilm)
- 2006: At the Hotel (Fernsehserie, 6 Episoden)
- 2011: Mulroney: The Opera
- 2013: The Boy Who Smells Like Fish

Schauspielerin
- 2003: The Wonderful World of Disney (Fernsehserie, 2 Episoden)

## Theatrografie (Auswahl)
Tänzerin, Schauspielerin
- 1991: Carousel (Stratford Festival)
- 1994: Alice Through the Looking-Glass (Stratford Festival)

Choreografin
- 1999: Pride and Prejudice (Stratford Festival)
- 2000: The Three Musketeers (Stratford Festival)
- 2001: Twelfth Night (Stratford Festival)
- 2001: Who’s Afraid of Virginia Woolf? (Stratford Festival)
- 2002: The Threepenny Opera (Stratford Festival)
- 2002: The Two Noble Kinsmen (Stratford Festival)
- 2003: Love’s Labour’s Lost (Stratford Festival)
- 2004: A Midsummer Night’s Dream (Stratford Festival)
- 2005: As You Like It (Stratford Festival)
- 2005: Annie Get Your Gun (Massey Hall, Toronto)
- 2006: Oliver! (Stratford Festival)
- 2007: Oklahoma! (Stratford Festival)
- 2012: You’re a Good Man, Charlie Brown (Stratford Shakespeare Festival)
- 2013: Fiddler on the Roof (Stratford Festival)
- 2014: Crazy For You (Stratford Festival)
- 2015: The Sound of Music (Stratford Festival)
- 2016: A Chorus Line (Stratford Festival)
- 2017: Guys and Dolls (Stratford Festival)
- 2018: The Music Man (Stratford Festival)
- 2018: The Rocky Horror Show (Stratford Festival)
- 2019: Billy Elliot: The Musical (Stratford Festival)
- 2019: Little Shop of Horrors (Stratford Festival)

Regisseurin
- 2003: Evangeline: A Musical Romance (Stratford Festival)
- 2005: Annie Get Your Gun (Massey Hall, Toronto)
- 2006: Oliver! (Stratford Festival)
- 2007: Oklahoma! (Stratford Festival)
- 2008: It’s A Wonderful Life (Canadian Stage Company Bluma Appel Theatre, Toronto)
- 2009: Cyrano de Bergerac (Stratford Shakespeare Festival)
- 2009: Rock ’n’ Roll (nationale Tour, diverse Spielorte)
- 2012: You’re a Good Man, Charlie Brown (Stratford Shakespeare Festival)
- 2013: Fiddler on the Roof (Stratford Festival)
- 2014: Crazy For You (Stratford Festival)
- 2015: The Sound of Music (Stratford Festival)
- 2016: A Chorus Line (Stratford Festival)
- 2017: Guys and Dolls (Stratford Festival)
- 2018: The Music Man (Stratford Festival)
- 2018: The Rocky Horror Show (Stratford Festival)
- 2019: Billy Elliot: The Musical (Stratford Festival)
- 2019: Little Shop of Horrors (Stratford Festival)
- 2019: Bernhardt/Hamlet (Albert Ivar Goodman Theatre, Chicago)